# Апостол Кръстев
Aпостол Кръстев (Комитата) е български революционер, опълченец от Руско-турската война през 1877–1878 г.

## Биография
Роден е през 1846 година във Вълковия, по това време в Пиротска каза. Печалбар е във Влашко. В Руско-турската от 1877–1878 година служи в Българското опълчение, в което е зачислен на 1 май 1877 година. Взима участие в боевете на Шипка. На 7 юли 1878 година се уволнява от Опълчението и заминава за Пирот. По-късно живее в родното си село и се занимава със земеделие.
Участва в Сръбско-българската война, а по-късно и в Балканската, Междусъюзническата и Първата световна – като доброволец в обоза.

Краеведът Богдан Николов пише за Апостол Кръстев:
| „ | Години наред преразказва как се е воювало за свободата на българския народ на Шипка. С това го помнят генерации вълковияни и височани. | “ |

Умира след неуспешния за България край на Първата световна война и прокарването на Ньойската граница, която разсича землището на Вълковия на две части. Смята се, че последните му думи са: „Защо съм се борил през пет войни – сръбската граница ли да минава през село?“
Апостол Кръстев е дядо по майчина линия на дисидента и общественик Петър Захаров.